# Igrzyska frankofońskie
Igrzyska frankofońskie (fr. Jeux de la Francophonie) – multidyscyplinarne zawody sportowe rozgrywane obecnie w interwale czteroletnim. Pierwsza edycja igrzysk odbyła się w roku 1989 w Casablance i Rabacie. W igrzyskach startują zawodnicy z państw Frankofonii. Zawody są swoistym odpowiednikiem Igrzysk Wspólnoty Narodów.

## Historia
Idea organizowania zawodów sportowych narodziła się w Québecu na kongresie szefów państw i rządów Frankofonii w roku 1987. Pierwsze igrzyska odbyły się dwa lata później. Od 1997 roku impreza rozgrywana jest regularnie rok po letnich igrzyskach olimpijskich. W 1997 na Madagaskarze i w 2001 w igrzyskach, które odbywały się w Kanadzie, startowali reprezentanci Polski. Na pierwszych z wymienionych reprezentacja Polski nie zdobyła medali, na drugich natomiast Polacy zdobyli 21 medali i zajęli 4. miejsce w tabeli medalowej. W 2013 Polska ponownie wystąpiła na igrzyskach i zajęła 3. miejsce w klasyfikacji medalowej zdobywając 27 medali. W listopadzie 2012, Stowarzyszenie Francja-Polska formalnie zaproponowało, aby zgłosić kandydaturę Warszawy jako miasta-gospodarza IX Igrzysk Frankofonii, jednak ostatecznie aplikacja nie została złożona. IX Igrzyska Frankofońskie początkowo miały odbyć się w 2021, jednak z powodu pandemii COVID-19 zostały przesunięte na kolejny rok, żeby nie kolidowały z Igrzyskami Olimpijskimi w Tokio. W wyniku problemów finansowych igrzyska ostatecznie odbyły się w 2023.

## Edycje igrzysk frankofońskich
| Edycja | Rok  | Gospodarz          | Data rozpoczęcia | Data zakończenia | Liczba reprezentacji | Liczba zawodników | Zwycięzca |
| ------ | ---- | ------------------ | ---------------- | ---------------- | -------------------- | ----------------- | --------- |
| I      | 1989 | Casablanca / Rabat | 8 lipca          | 22 lipca         | 39                   | 1700              | Francja   |
| II     | 1994 | Paryż              | 5 lipca          | 13 lipca         | 45                   | 2700              | Francja   |
| III    | 1997 | Antananarywa       | 27 sierpnia      | 6 września       | 38                   | 2300              | Francja   |
| IV     | 2001 | Ottawa             | 14 lipca         | 24 lipca         | 51                   | 2400              | Rumunia   |
| V      | 2005 | Niamey             | 7 grudnia        | 17 grudnia       | 44                   | 2500              | Francja   |
| VI     | 2009 | Bejrut             | 27 września      | 6 października   | 40                   | 2500              | Francja   |
| VII    | 2013 | Nicea              | 6 września       | 15 września      | 54                   | 2700              | Francja   |
| VIII   | 2017 | Abidżan            | 21 lipca         | 30 lipca         | 49                   | 4000              | Francja   |
| IX     | 2023 | Kinszasa           | 28 lipca         | 6 sierpnia       | 36                   | 3000              | Maroko    |
| X      | 2027 | Erywań             | TBA              | TBA              |                      |                   |           |

## Dyscypliny sportowe
- Boks: 1997, 2001, 2005, 2009, 2013
- Judo: 1989, 1994, 1997, 2001, 2005, 2009, 2013, 2017, 2023
- Kolarstwo: 2013, 2017, 2023
- Koszykówka: 1989, 1994, 1997, 2001, 2005, 2009, 2013, 2017, 2023
- Lekkoatletyka: 1989, 1994, 1997, 2001, 2005, 2009, 2013, 2017, 2023
- Piłka nożna: 1989, 1994, 1997, 2001, 2005, 2009, 2013, 2017, 2023
- Piłka ręczna: 1994
- Siatkówka plażowa: 2001, 2009
- Sporty niepełnosprawnych: 2001, 2009, 2013, 2017, 2023
- Tenis: 1997
- Tenis stołowy: 1994, 2001, 2005, 2009, 2013, 2017, 2023
- Zapasy: 1994, 2013, 2017, 2023

## Inne dyscypliny
Oprócz dyscyplin sportowych na igrzyskach są dyscypliny artystyczne i dyscypliny popularnonaukowe.
- Sztuki wizualne (malarstwo i rzeźba): 1989, 1994, 1997, 2001, 2005, 2009, 2013, 2017, 2023
- Sztuka uliczna (hip-hop, breaking, żonglerka): 2013, 2017, 2023
- Piosenka: 1997, 2001, 2005, 2009, 2013, 2017, 2023
- Taniec: 1989, 1994, 1997, 2001, 2005, 2009, 2013, 2017, 2023
- Literatura: 1997, 2001, 2005, 2009, 2013, 2017, 2023
- Fotografia: 1997, 2001, 2005, 2009, 2013, 2017, 2023